# Basileuterus trifasciatus
Basileuterus trifasciatus е вид птица от семейство Parulidae.

## Разпространение
Видът е разпространен в Еквадор и Перу.